# Capreocalus
Capreocalus är ett släkte av rundmaskar. Capreocalus ingår i familjen Protostrongylidae.
Släktet innehåller bara arten Capreocalus capreoli.